# Мирољуб Милинчић
Мирољуб Милинчић (Брус, 21. октобар 1965) редовни је професор Географског факултета Универзитета у Београду. Рођен је 1965. године у Брусу, где је завршио основну и средњу школу. У Београду је уписао студије географије 1986, а дипломирао 1991. године. Магистратуру је одбранио 1996, а докторску дисертацију 2004. године.
Члан је Српског географског друштва, Националног комитета „Планета Земља“, Савета Географског факултета и др. Објавио је велики број монографија и научних радова у домаћим и иностраним часописима. Као професор држи предавања из предмета Животна средина, Теорија и методологија истраживања животне средине, Социјална екологија и др.
Члан је и Руског географског друштва и директор Центра руског географског друштва у Србији.